# Molophilus phyllis
Molophilus phyllis là một loài ruồi trong họ Limoniidae. Chúng phân bố ở miền Australasia.